# Roger Keith Coleman
Roger Keith Coleman (* 1. November 1958; † 20. Mai 1992) war ein Bergarbeiter aus Grundy, Virginia, der wegen Mordes an seiner Schwägerin Wanda McCoy hingerichtet wurde.

## Verbrechen
Wanda McCoy wurde am 10. März 1981 vergewaltigt und ermordet. Es gab wenige Spuren eines Kampfes, außerdem schien es, als hätte sie den Angreifer selbst in ihr Haus gelassen, obwohl sie nur selten die Tür öffnete, wenn sie allein zu Hause war. Roger Coleman hatte Zugang zu dem Haus und wurde dadurch verdächtig. Coleman hatte sich in dieser Nacht zum Dienst in der Mine gemeldet, verließ ihn allerdings nach Ende seiner Schicht. An der Eingangstür wurde ein Fingerabdruck gefunden, und an der Türleiste Spuren eines Brecheisens sowie Blutflecke im Haus. Das Opfer hatte abgebrochene Fingernägel, Schnitte in den Händen und eine dunkle, staubige Substanz auf ihrem Körper.
Durch den damaligen Stand der Genanalyse war es nur möglich festzustellen, dass Coleman zu den 2 % der Bevölkerung gehörte, zu denen die sichergestellten Samenspuren passten. Außerdem habe die Leiche laut Verteidigung Samenspuren von zwei verschiedenen Männern aufgewiesen und es habe einen Mann gegeben, der sich gebrüstet habe, die junge Frau ermordet zu haben.
Am 5. Januar 2006 ordnete erstmals in der US-amerikanischen Rechtsgeschichte Virginias Gouverneur Mark R. Warner eine erneute DNA-Analyse an, die zur Entlastung eines bereits Hingerichteten hätte führen können. Allerdings kam die am 12. Januar 2006 veröffentlichte Analyse zu dem Ergebnis, dass die sichergestellten Samenspuren tatsächlich von Coleman stammten. Coleman hatte buchstäblich bis zu seinem letzten Atemzug auf seiner Unschuld bestanden. Zu seinen letzten Worten, schon auf dem elektrischen Stuhl sitzend, gehörte der Satz: „An innocent man is going to be murdered tonight.“ („Ein Unschuldiger wird heute Nacht ermordet.“)